# ساتورن 5

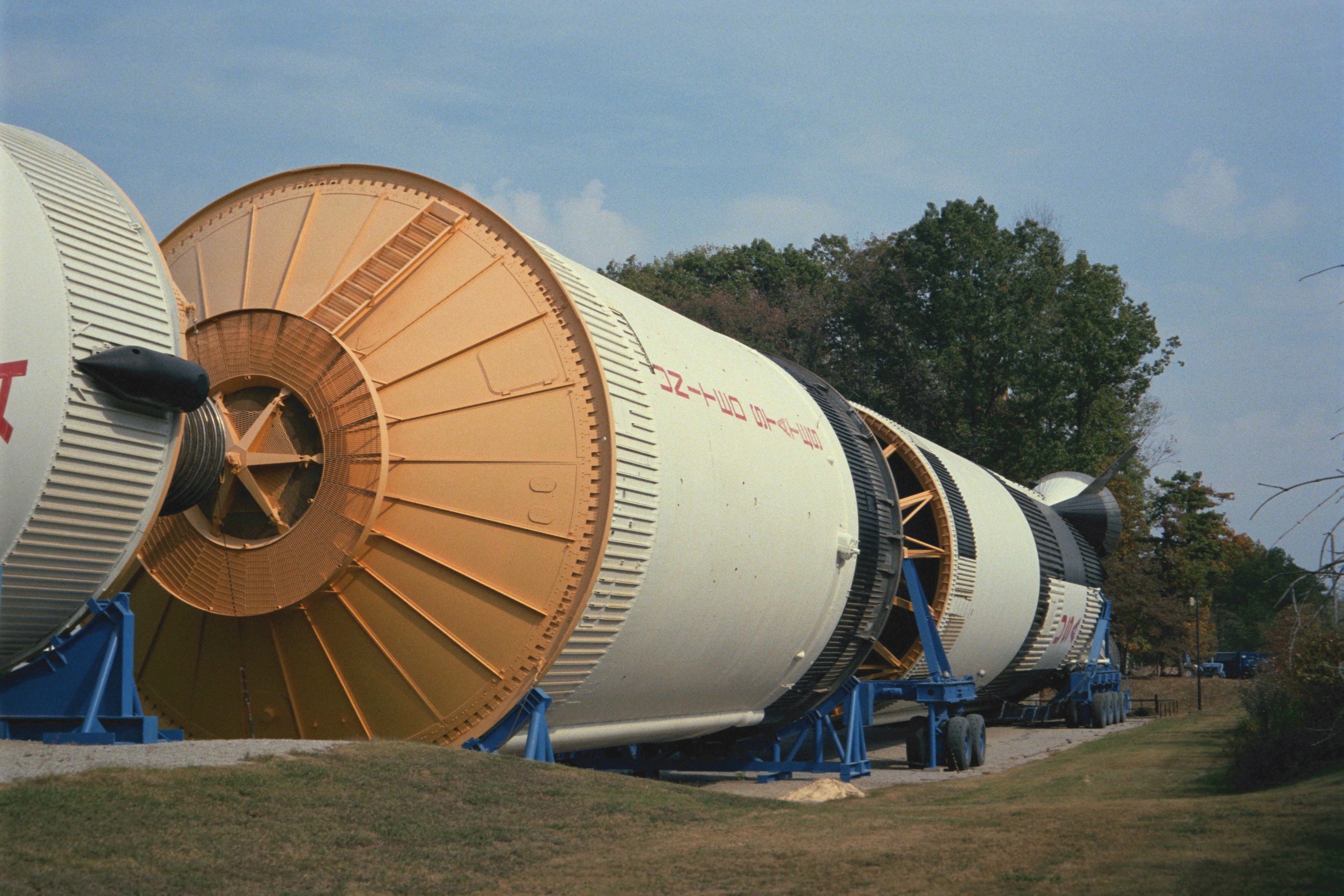
ساتورن 5 معروض على الأرض في كيب كيندي.

ساتورن 5  (يطلق عليه 'ساتورن خمسة - Saturn V'، معروف شعبيا بصاروخ القمر) وهو صاروخ الوقود السائل متعدد المراحل نظام صاروخ حامل. استخدم ساتورن 5 في برنامج أبولو التابع لناسا لهبوط أول إنسان على سطح القمر عام 1969 وكذلك برنامج سكايلاب من 1967 حتى 1973 لتوصيل وبناء محطة فضاء.

## وصفه

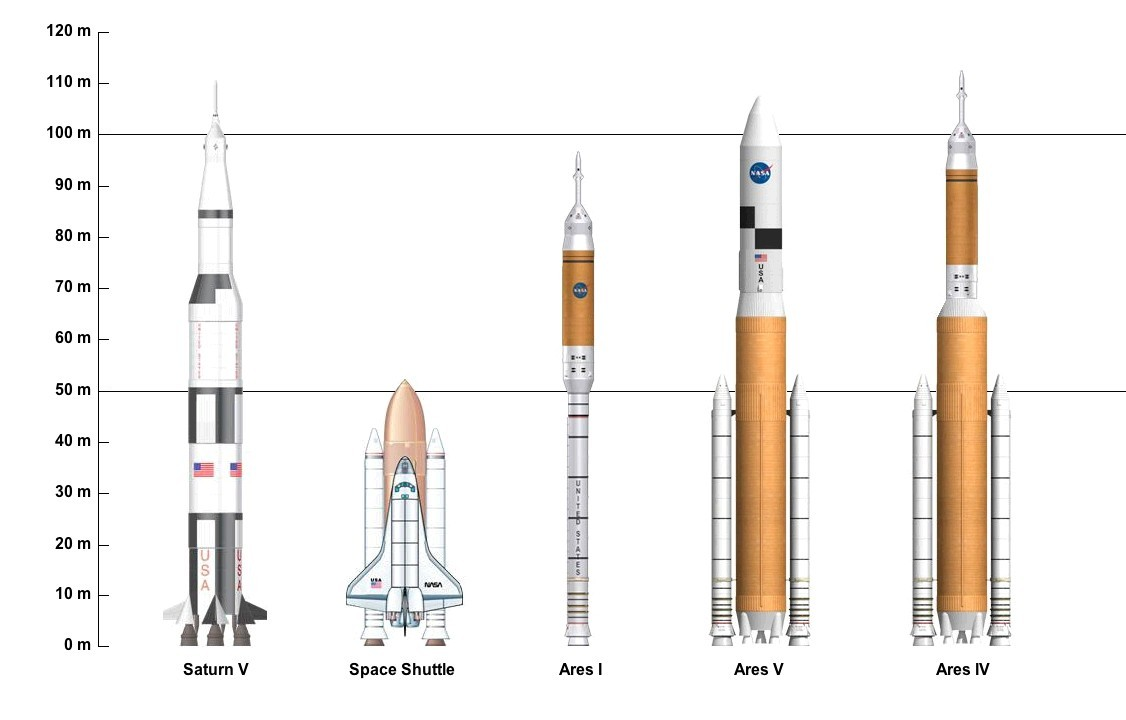
مقارنة بين ساتورن 5 ومكوك الفضاء وصاروخ آريس (I+V+IV)

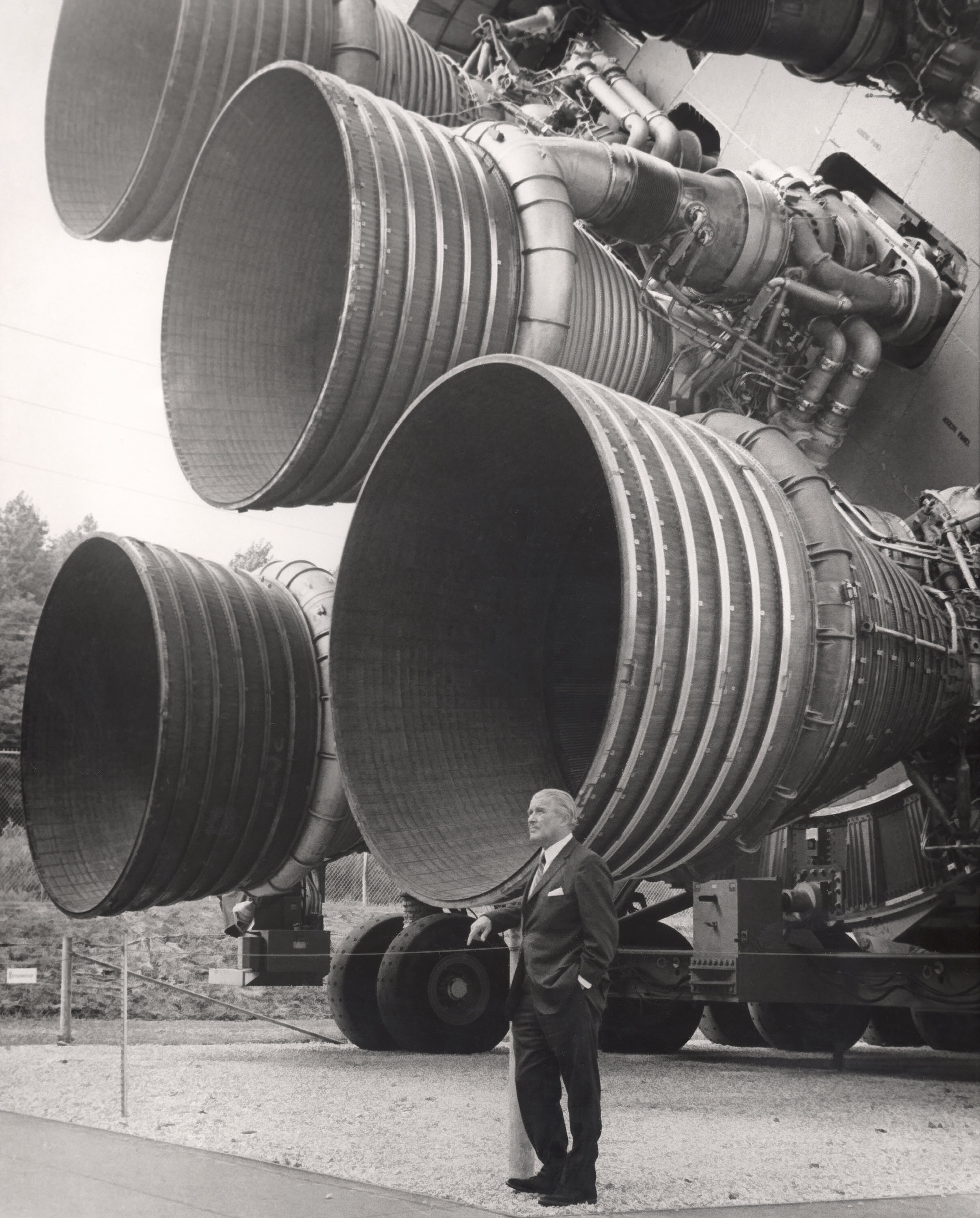
محركات ساتورن 5، المرحلة الأولى S-IC وبجانبها مهندس الصواريخ فرنر فون براون.

كان الصاروخ ساتورن 5 هو الصاروخ الحامل الذي أجريت به رحلات برنامج أبولو إلى القمر. بعد إطلاق الصاروخ مرتين تجريبيتين بنجاح تقرر إجراء رحلات الفضاء المأهولة  بواسطته .وكانت آخر رحلة يقوم بها إلى المحطة الفضائية سكايلاب وكلها كانت رحلات مأهولة لنقل رواد فضاء، ولكن رحلة أبولو 9 ورحلة الابتداء لسكايلاب فلم تكونا مأهولتين.
كانت المرحلة الأولى للصاروخ ساتورن 5 وتسمى S-IC تصميماً جديداً ولم تكن لها علاقة بالصاروخ ساتورن 1 أو ساتورن 1ب إلا بالنسبة للوقود المستخدم بهم، تبلغ طول المرحلة الأولي 42 متر وقطرها 10 متر، وتوجد في تلك المرحلة خزانان وقود، الخزان الأسفل منهما يحتوي الكيروسين تمر به توصيلات الأكسجين في طريقها إلى المحرك، وتستغل المرحلة الأولى خمسة محركات صاروخية من نوع F-1، وكان توزيع المحركات الخمس في هيئة مكعب بحيث يمكن تحريك المحركات الأربعة على الجوانب للتوجيه (المحرك الخامس يقع وسطهم). وبغرض عدم زيادة التسريع أثناء الإقلاع فكان المحرك الخامس الأوسط يغلق بعد الإطلاق بفترة وجيزة.
وكانت المرحلة الثانية للصاروخ ساتورن 5 من نوع (S-II) أيضا تصميماً جديداً، يبلغ قطرها 10 متر، وهي تعمل بالهيدروجين/أكسجين، ويوجد بهما خزان واحد يفصلهما حاجز معزول، بحيث يكون جزء الخزان المحتوي على الوقود الثقيل الأكسجين أسفل الآخر، وتستخدم المرحلة الثانية من الصاروخ خمسة محركات من نوع J-2 وهي موزعة بنفس طريقة توزيع محركات المرحلة الأولى. وكانت تلك المرحلتان بالكبر بحيث لزم توريدهما إلى مركز الإقلاع عن طريق النقل البحري إلى فلوريدا.
وكانت المرحلة الثالثة من نوع S-IVB المعدلة، وكانت قبل التعديل تعمل كمرحلة ثانية للصاروخ ساتورن 1ب، وتختص التعديلات بأحد العوازل التي تعزل خزانات الوقود من الداخل تعمل على بقاء الوقود في حالة سائلة لمدة عدة ساعات.
وكان هذا التعديل ضرورياً حتى يمكن تشغيل المرحلة الثالثة من الصاروخ مرة ثانية بعد عدة دورات حول الأرض كما هو لازم في حالة الرحلات إلى القمر. نقلت المرحلة الثالثة S-IVB إلى فلوريدا على متن طائرة كبيرة سوبر جابي. ويوجد على المرحلة الثالثة جهاز تحكم بالحاسوب من صناعة شركة IBM تعمل على التحكم ، وتوجيه المرحلة ، وضبط الانطلاق إلى القمر.
وأما عند استخدام ساتورن 5 لنقل سكايلاب فلم تستخدم إلا المرحلتان الأوليتان وتم تغيير بناء المرحلة الثالثة في تلك الحالة لتكون هي الحمولة.
كان الصاروخ ساتورن 5 قادراً على حمل حمولة قدرها 120 طن إلى مدار حول الأرض، أو حمولة قدرها 45 طن للسفر إلى القمر بسرعة الافلات  من جاذبية الأرض، ثم تحسن التصميم مع الوقت حتى أصبحت قادرة على نقل 133 طن إلى مدار حول الأرض أو إرسال حمولة 55 طن إلى القمر.

## المواصفات التقنية لساتورن 5
| المرحلة   | الطول/القطر  | المحركات | الوقود           | المصنع               |
| --------- | ------------ | -------- | ---------------- | -------------------- |
| 1 (S-IC)  | 42 m × 10 m  | 5 × F-1  | كيروسين، أكسجين  | نورث أمريكان روكويل  |
| 2 (S-II)  | 24 m × 10 m  | 5 × J-2  | هيدروجين، أكسجين | نورث أمريكان أفياشن  |
| 3 (S-IVB) | 18 m × 6,6 m | 1 × J-2  | هيدروجين، أكسجين | شركة دوجلاس للطائرات |

ملحوظة: الارتفاع الكلي 110 متر، يدخل فيها مكان وضع مركبة الهبوط على القمر ومركبة فضاء أبولو، وصاروخ الإنقاذ.

## الحال حتى عام 2024
اعتبارًا من عام ٢٠٢٤، لا يزال صاروخ ساتورن ٥ هو المركبة الوحيدة التي نقلت البشر إلى ما بعد مدار الأرض المنخفض (LEO). يحمل ساتورن ٥ الرقم القياسي لأكبر سعة حمولة إلى مدار الأرض المنخفض، وهي 140 طن، والتي تضمنت وقودًا غير محترق لازمًا لإرسال وحدة القيادة والخدمة أبولو ووحدة أبولو القمرية إلى القمر. 
صُمم صاروخ ساتورن 5، وهو أكبر نموذج إنتاجي من عائلة صواريخ ساتورن، تحت إشراف "فيرنر فون براون " في مركز مارشال لرحلات الفضاء في هانتسفيل، ألاباما؛ وكانت شركات بوينغ، ونورث أمريكان أفييشن، ودوغلاس للطائرات، وآي بي إم هي المقاولون الرئيسيون لبناء الصاروخ. بُنيت خمس عشرة مركبة قادرة على الطيران، بالإضافة إلى ثلاث مركبات استُخدمت للاختبارات الأرضية. أُطلقت ثلاث عشرة مهمة من مركز كينيدي للفضاء، حملت تسع منها 24 رائد فضاء إلى القمر من أبولو 8 (ديسمبر 1968) إلى أبولو 17 (ديسمبر 1972).

## معرض الصور

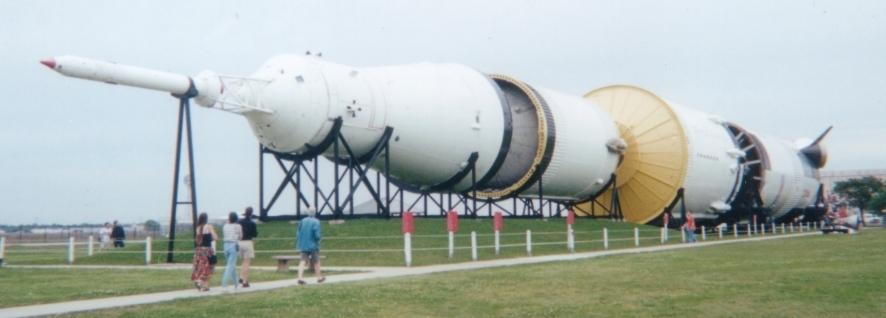
صاروخ ساتورن خمسة معروضة ب مركز جونسون للفضاء في هيوستن وتتكون من المرحلة الأولى SA-514 والمرحلة الثانية SA-515 والمرحلة الثالثة SA-513.

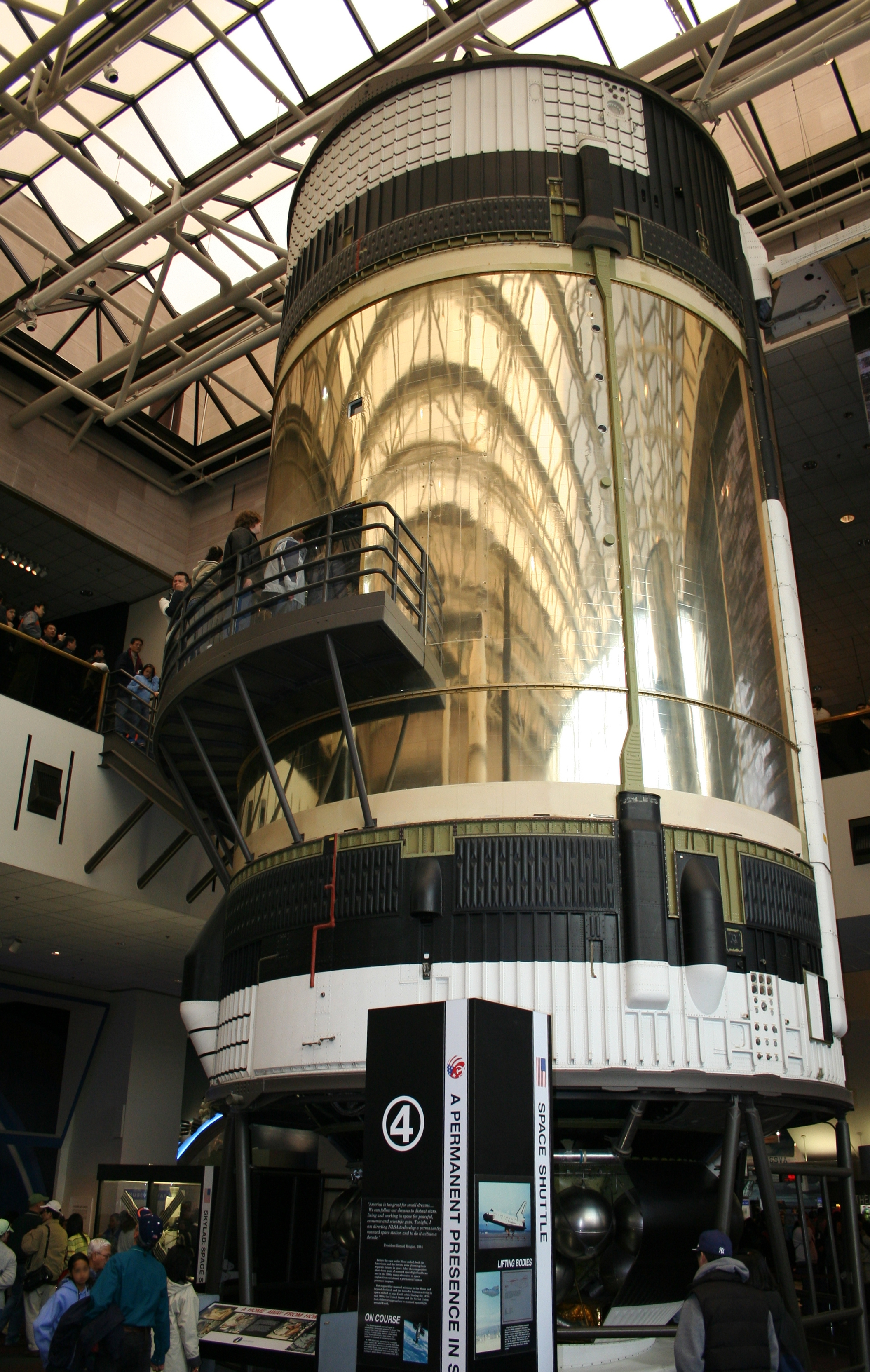
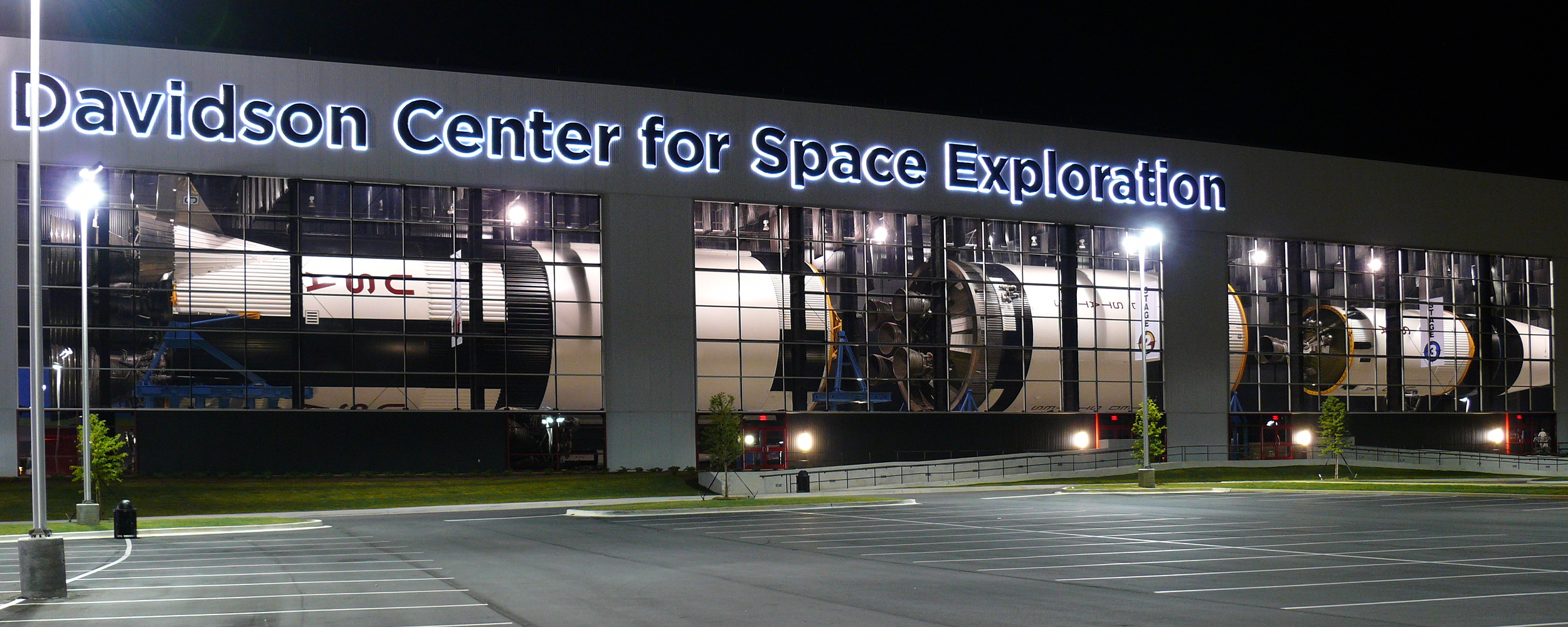
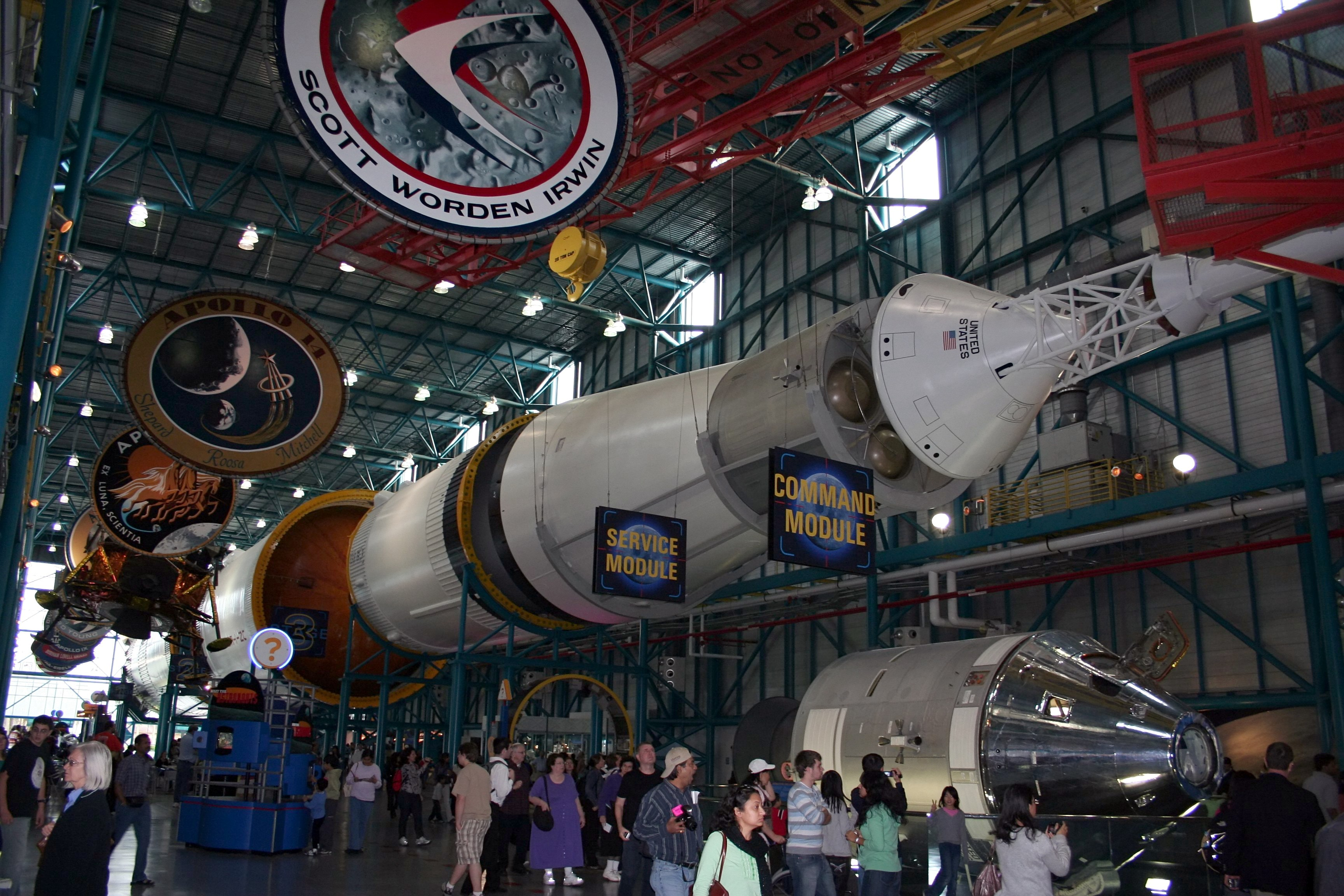
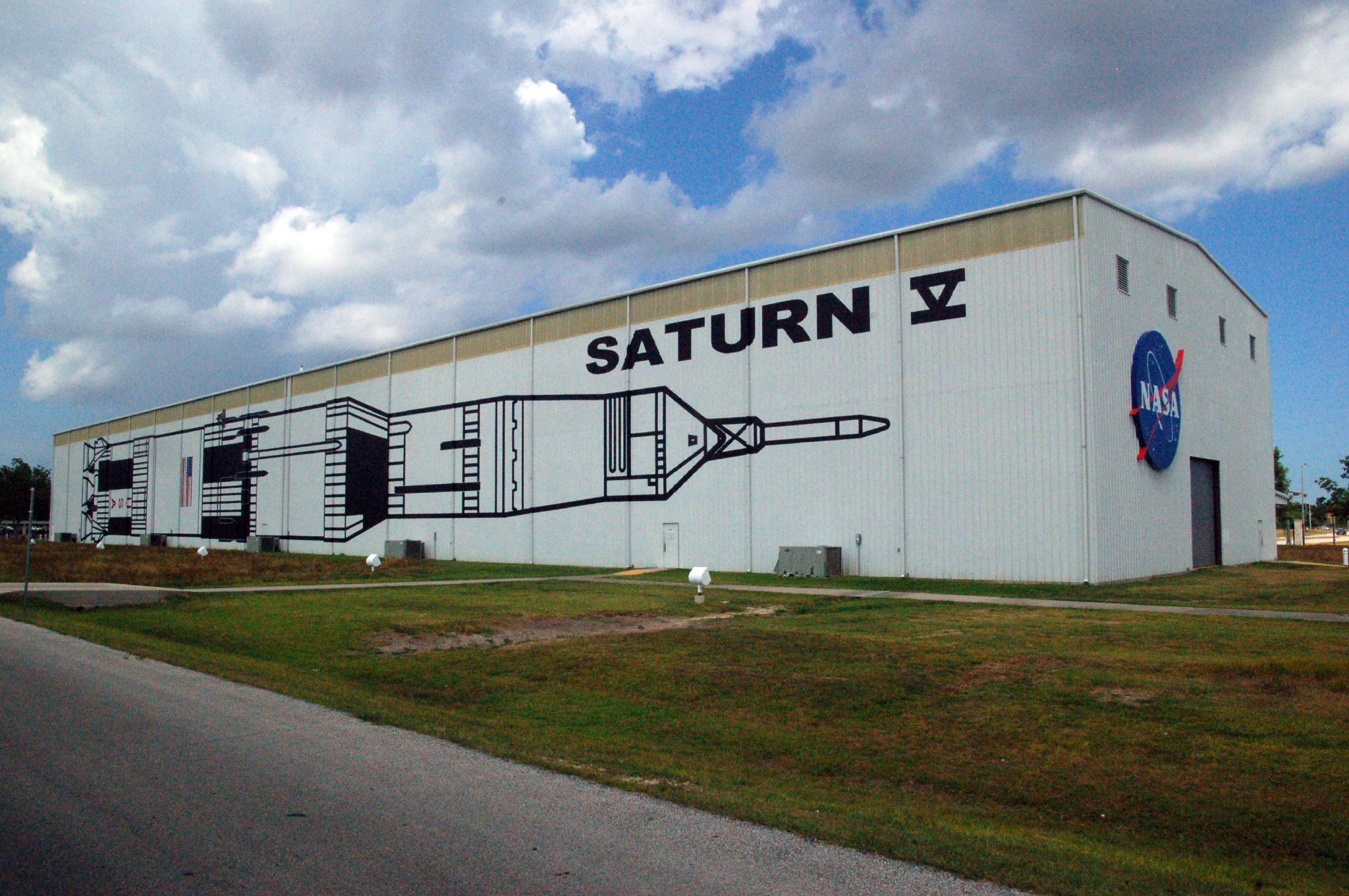
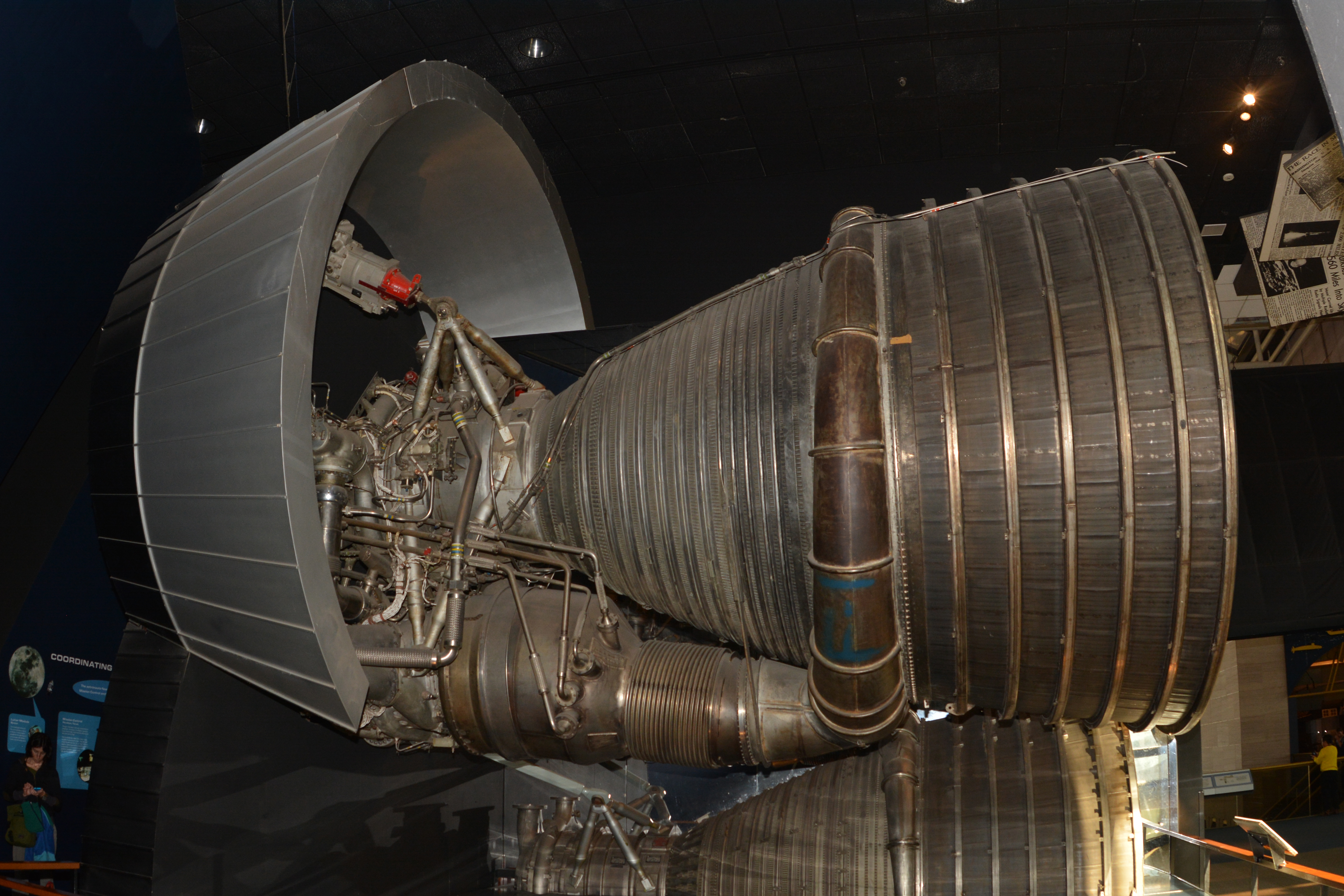

## اقرأ أيضا
- أبولو 8
- أبولو 11
- أبولو 13
- أبولو 17
- صاروخ متعدد المراحل

- نيل أرمسترونج
- بز ألدرن
- صاروخ آريس
- ساتورن 1
- أطلس 5

## وصلات خارجية
- Gunters Space Page – Ausführliche Seite zu fast allen existierenden Transportraketen
- NASA – Saturn Illustrated Chronology (englisch)
- Ausführliche Seite zu den Saturn I und IB Raketen
- Ausführliche Seite zur Saturn V Rakete
- Ausführliche Seite zu den Saturn-Raketen